# Cynthia simmsi
Cynthia simmsi är en fjärilsart som beskrevs av Gunder 1927. Cynthia simmsi ingår i släktet Cynthia och familjen praktfjärilar. Inga underarter finns listade i Catalogue of Life.